# Preisauszeichnung
Die Preisauszeichnung (auch Preisangabe) in Deutschland gemäß Preisangabenverordnung (PAngV) beziehungsweise die Preisanschrift in der Schweiz gemäß Preisbekanntgabeverordnung (PBV) ist nach den Vorgaben  gegenüber Endverbrauchern verpflichtend als Endpreis vorzunehmen.

## Situation in Deutschland
Wer Endverbrauchern gewerbsmäßig Dienstleistungen oder Waren anbietet oder unter Angabe von Preisen wirbt, ist verpflichtet, den Preis einschließlich Umsatzsteuer (USt) und aller ggf. zusätzlich anfallenden Preisbestandteile kenntlich zu machen. Der sogenannte Endpreis muss sofort ersichtlich sein. Nicht zum Endpreis zählt dabei das Pfand (z. B. bei Mehrwegflaschen oder Einweggebinden). Dieses ist zusätzlich zum Endpreis anzugeben.
Endverbraucher ist, wer eine Ware oder Dienstleistung für den privaten Verbrauch erwirbt. Die Preisangabenverordnung gilt deshalb nicht für den Großhandel gegenüber gewerblichen Abnehmern, solange sichergestellt ist, dass keine Waren an Endverbraucher verkauft werden.
Alle angegebenen Preise müssen den entsprechenden Waren oder Dienstleistungen eindeutig zuzuordnen sein. Dabei müssen sie leicht erkennbar und deutlich lesbar sein. Werden Einzelpreise aufgegliedert, muss jeder Einzelpreis die verschiedenen Preisbestandteile enthalten. Der Gesamtpreis aller Einzelteile ist deutlich hervorzuheben.

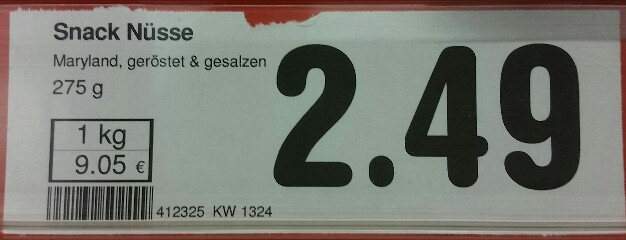
Preisschild mit Warenangabe für eindeutige Zuordnung, darunter Grundpreis je kg, rechts Endpreis

Für viele Waren besteht laut Grundpreisverordnung die Pflicht, neben dem Endpreis einen Grundpreis anzugeben. Dies betrifft Waren, die nach Länge, Fläche, Volumen oder Gewicht angeboten werden. Neben vielen Lebensmitteln sind dies zum Beispiel auch Stoffe, Garne, Blumenerde. Solche Waren sind mit einem Preis pro Grundeinheit (1 Meter, 1 Kilogramm, 1 Liter usw.) auszuzeichnen. Von dieser Auszeichnungspflicht gibt es eine Reihe von Ausnahmen, zum Beispiel bei einem Nenngewicht von weniger als 10 g oder einem Nennvolumen von weniger als 10 ml, Waren aus Getränkeautomaten oder Waren aus verschiedenartigen, nicht miteinander vermengten Erzeugnissen.
Seit dem 28. Mai 2022 muss bei Angeboten auch der niedrigste Gesamtpreis der letzten 30 Tage (n. G.) angegeben werden. Damit soll es dem Kunden ermöglicht werden zu erkennen, ob ein Angebot auch ein reales Angebot ist.

### Deutschland
- Preisauszeichnung gegenüber Verbrauchern (IHK Frankfurt am Main)

### Schweiz
- FAQ zur Preisbekanntgabe des Staatssekretariat für Wirtschaft SECO
- Etikette oder Kasse: Welcher Preis gilt? (Schweizer Radio)